# Pont-de-Beauvoisin
Pont-de-Beauvoisin és un municipi francès situat al departament de la Isèra i a la regió d'Alvèrnia-Roine-Alps. L'any 2007 tenia 3.128 habitants.

## Demografia

### Població
El 2007 la població de fet de Pont-de-Beauvoisin era de 3.128 persones. Hi havia 1.225 famílies de les quals 417 eren unipersonals (181 homes vivint sols i 236 dones vivint soles), 284 parelles sense fills, 400 parelles amb fills i 124 famílies monoparentals amb fills.
La població ha evolucionat segons el següent gràfic:
Habitants censats

### Habitatges
El 2007 hi havia 1.469 habitatges, 1.254 eren l'habitatge principal de la família, 41 eren segones residències i 174 estaven desocupats. 783 eren cases i 682 eren apartaments. Dels 1.254 habitatges principals, 710 estaven ocupats pels seus propietaris, 501 estaven llogats i ocupats pels llogaters i 43 estaven cedits a títol gratuït; 37 tenien una cambra, 103 en tenien dues, 244 en tenien tres, 356 en tenien quatre i 514 en tenien cinc o més. 764 habitatges disposaven pel capbaix d'una plaça de pàrquing. A 623 habitatges hi havia un automòbil i a 437 n'hi havia dos o més.

### Piràmide de població
La piràmide de població per edats i sexe el 2009 era:
| Homes | Edats   | Dones |
| ----- | ------- | ----- |
| 0     | 95 o +  | 12    |
| 12    | 90 a 94 | 56    |
| 4     | 85 a 89 | 36    |
| 16    | 80 a 84 | 12    |
| 48    | 75 a 79 | 92    |
| 84    | 70 a 74 | 76    |
| 72    | 65 a 69 | 84    |
| 56    | 60 a 64 | 60    |
| 64    | 55 a 59 | 68    |
| 68    | 50 a 54 | 56    |
| 108   | 45 a 49 | 108   |
| 68    | 40 a 44 | 92    |
| 76    | 35 a 39 | 64    |
| 80    | 30 a 34 | 88    |
| 56    | 25 a 29 | 72    |
| 40    | 20 a 24 | 64    |
| 56    | 15 a 19 | 148   |
| 64    | 10 a 14 | 76    |
| 84    | 5 a 9   | 48    |
| 68    | 0 a 4   | 40    |

## Economia
El 2007 la població en edat de treballar era de 1.845 persones, 1.305 eren actives i 540 eren inactives. De les 1.305 persones actives 1.152 estaven ocupades (627 homes i 525 dones) i 153 estaven aturades (59 homes i 94 dones). De les 540 persones inactives 170 estaven jubilades, 166 estaven estudiant i 204 estaven classificades com a «altres inactius».

### Ingressos
El 2009 a Pont-de-Beauvoisin hi havia 1.303 unitats fiscals que integraven 3.024,5 persones, la mediana anual d'ingressos fiscals per persona era de 17.089 €.

### Activitats econòmiques
Dels 248 establiments que hi havia el 2007, 7 eren d'empreses extractives, 9 d'empreses alimentàries, 1 d'una empresa de fabricació de material elèctric, 19 d'empreses de fabricació d'altres productes industrials, 19 d'empreses de construcció, 67 d'empreses de comerç i reparació d'automòbils, 7 d'empreses de transport, 16 d'empreses d'hostatgeria i restauració, 4 d'empreses d'informació i comunicació, 15 d'empreses financeres, 13 d'empreses immobiliàries, 23 d'empreses de serveis, 23 d'entitats de l'administració pública i 25 d'empreses classificades com a «altres activitats de serveis».
Dels 61 establiments de servei als particulars que hi havia el 2009, 1 era una oficina d'administració d'Hisenda pública, 1 gendarmeria, 1 oficina de correu, 7 oficines bancàries, 2 funeràries, 3 tallers de reparació d'automòbils i de material agrícola, 1 autoescola, 2 paletes, 3 guixaires pintors, 6 fusteries, 2 lampisteries, 1 electricista, 1 empresa de construcció, 6 perruqueries, 2 veterinaris, 2 agències de treball temporal, 10 restaurants, 5 agències immobiliàries, 2 tintoreries i 3 salons de bellesa.
Dels 38 establiments comercials que hi havia el 2009, 1 era un supermercat, 1 una gran superfície de material de bricolatge, 1 una botiga de menys de 120 m², 6 fleques, 4 carnisseries, 3 llibreries, 4 botigues de roba, 2 botigues d'equipament de la llar, 2 sabateries, 2 botigues d'electrodomèstics, 5 botigues de mobles, 2 botigues de material esportiu, 2 perfumeries, 2 joieries i 1 una floristeria.
L'any 2000 a Pont-de-Beauvoisin hi havia 15 explotacions agrícoles que ocupaven un total de 396 hectàrees.

## Equipaments sanitaris i escolars
El 2009 hi havia 1 hospital de tractaments de curta durada, 1 hospital de tractaments de mitja durada (seguiment i rehabilitació), 1 centre d'urgències, 1 centre de salut i 1 farmàcia.
El 2009 hi havia 1 escola maternal i 2 escoles elementals. A Pont-de-Beauvoisin hi havia 2 col·legis d'educació secundària i 1 liceu d'ensenyament general. Als col·legis d'educació secundària hi havia 827 alumnes i als liceus d'ensenyament general 955.

## Poblacions més properes
El següent diagrama mostra les poblacions més properes.